# Коронні коштовності Сполученого Королівства
Коронні коштовності Сполученого Королівства, спочатку коронні коштовності Англії, — це колекція королівських церемоніальних предметів, що зберігаються в Тауері, до яких належать коронаційні регалії та шати, які носять Британські монархи.
Символи понад 800 років монархії Коронаційні регалії - єдиний робочий, встановлений у Європі, а колекція є найбільш історично повною з будь -яких регалій у світі. Об'єкти, які використовувались для інвестування та корони британських монархів, по-різному позначають свою роль голови держави Велика Британія та кількох країн Співдружності, Верховного губернатора Англійської Церкви та голова Британських Збройних сил. Вони містять геральдичні пристрої та національні емблеми Англії, Шотландії, Уельсу та Північної Ірландії.
Використання регалій монархами в Англії можна простежити, коли він був перетворений на християнство в середні століття. Постійний набір коронаційних регалій, що колись належав Едварду Сповідника, був створений після того, як він був зроблений святим у 12 столітті. Ці святі реліквії зберігалися в Вестмінстерському абатстві, місця проведення коронацій з 1066 року, а ще один набір регалій був зарезервований для релігійних бенкетів та державних відкриттів парламенту. У сукупності ці предмети стали відомими як коштовності Корони. Більшість теперішніх колекцій датується приблизно 350 років тому, коли Карл II піднявся на престол. Середньовічні та тюдорські регалії були продані або переплавлені після скасування монархії в 1649 році під час англійської громадянської війни. Лише чотири оригінальні предмети передували реставрації: ложка помазання кінця XIi ст.(найстаріший предмет) та три мечі початку 17 століття. Регалії продовжували використовувати британські монархи після того, як Королівства Англії та Шотландії об'єдналися в 1707 році.

## Історія

### Передісторія і римляни
Найдавніше відоме використання корони у Великій Британії було виявлено археологами в 1988 році в Ділі, Кент, і датується між 200 і 150 роками до н. е. Меч, брошка, церемоніальний щит і прикрашена бронзова корона з єдиною аркою, яка сиділа прямо на голові свого власника, були знайдені всередині гробниці воїна з Мілл Хілл. У цей момент корони були символами влади, які носили релігійні та військові лідери. Священики продовжували використовувати корони після римського завоювання Британії в 43 році н. е.. У 1950-х роках під час розкопок на полі в Хокволд-кум-Вілтон, штат Норфолк, було знайдено бронзову корону з двома дугами та зображеннями чоловічих облич, а також дві бронзові діадеми з регульованою пов’язкою на голові та срібними прикрасами, що датуються римським періодом. Одна діадема містить табличку в центрі із зображенням чоловіка, який тримає сферу, і предмет, схожий на пастуший кручок, аналоги держави та скіпетра, які пізніше еволюціонували як королівські прикраси.

### Англосакси
На початку V століття римляни покинули Британію, а англи та сакси оселилися. Почала виникати гептархія нових королівств. Одним із методів, який використовували регіональні королі для зміцнення своєї влади, було використання церемоній та знаків відмінності.[12] Гробниця невідомого короля в Саттон Гу - це може бути Редвальд Східної Англії ( 599 – 624) –  дає уявлення про регалії дохристиянського англосаксонського монарха. Усередині гробниці початку VII століття, виявленої в 1939 році, було знайдено вишуканий шолом Саттон Гу, що складається із залізної шапки, щитка для шиї та маски для обличчя, прикрашеної зображеннями тварин і воїнів із мідного сплаву, оправлених гранатами. Його також поховали з прикрашеним мечем; парадний щитои і важким скіпетром з точильного каменю, на вершині якого знаходиться залізне кільце, увінчане фігурою оленя.

### Едуард Сповідник
Едуард Сповідник (правління 1042–1066) зображений на троні, у короні та зі скіпетром у першій сцені Гобелену з Байо. Едвард помер, не маючи спадкоємця, і Вільгельм Завойовник став першим нормандським королем Англії після перемоги над англійцями в Битві при Гастінгсі. Носіння корони стало важливою частиною зусиль Вільгельма I утвердити владу над новою територією та підданими. Після його смерті в 1087 році Англосаксонська хроніка повідомляла: «Вільгельм зберігав велику державу … Він носив свою корону тричі на рік так часто, як був в Англії … Він був таким суворим і невблаганним … ми не повинні забувати про добро порядок він утримував на землі». Носіння вінців відбувалося на релігійні свята Пасхи, Трійці та Різдва.
У 1161 році Едуард Сповідник був визнаний святим, а предмети, пов'язані з його правлінням, стали святими реліквіями. Ченці на місці його поховання у Вестмінстерському абатстві стверджували, що Едвард попросив їх назавжди піклуватися про його регалії та використовувати їх під час коронацій усіх майбутніх королів. Примітка з цього приводу міститься в описі дорогоцінних реліквій, складеному ченцем в абатстві в 1450 р., де зазначені тунікула, далматика, палій та інший одяг; золотий скіпетр, два жезли, золота корона, гребінець і ложка; корона і два жезли для коронації цариці; потир з оніксу та патена із золота для Святого Причастя. Хоча претензії абатства, ймовірно, були вправною саморекламою, і деякі регалії, ймовірно, були взяті з могили Едварда, коли він був там перепохованим, це стало прийнятим як факт, таким чином встановивши перший відомий набір спадкових коронаційних регалій в Європі. Вестмінстерське абатство належить монарху, і регалії завжди були королівською власністю – абати були просто охоронцями. У наступні століття деякі з цих предметів вийшли з ужитку, а регалії розширилися, щоб включити багато інших, які використовували або носили монархи та королеви під час коронацій.

### Період пізнього середньовіччя
Передача корон символізувала передачу влади між правителями. Після поразки у 1282 році валлійського принца Ллевеліна ап Груффіда, від Едуарда I (правління 1272–1307), валлійські регалії, включаючи корону легендарного короля Артура, були передані Англії. Згідно з Хронікою абатства Аберконві, «так слава Уельсу та валлійців була передана королям Англії». Після вторгнення в Шотландію в 1296 році Скунський камінь було відправлено в Лондонський Тауер «на знак визнання», як висловився літописець Уолтер Гісборо, «королівства, яке здалося та завойовано». Він був встановлений у дерев’яному кріслі, яке використовувалося для інвеститури королів Англії, заслуживши репутацію коронаційного крісла. Шотландські регалії також були доставлені до Лондона та зберігалися біля гробниці Едуарда Сповідника. Зрештою Шотландія відновила свою незалежність. У скарбниці Едуарда II (правління 1307–1327) було не менше 10 корон. Коли Річард II (правління 1377–1399) був змушений зректися престолу, він символічно передав корону Святого Едуарда своєму наступнику зі словами «Я представляю і віддаю тобі цю корону … і всі пов’язані з нею права».
Монархи часто передавали в заставу предмети державних регалій як забезпечення позик. Едуард III (правління 1327–1377) заклав свою велику корону Болдуїну Люксембурзькому в 1339 році за понад 16 650 фунтів стерлінгів, що дорівнює 18 926 055 фунтів стерлінгів сьогодні. Три корони та інші коштовності зберігалися єпископом Лондона та графом Арунделом у 1370-х роках як забезпечення 10 000 фунтів стерлінгів.

### Тюдори та ранні Стюарти
Традиції, закладені в середньовіччі, продовжилися й пізніше. До середини XV століття корону формально носили на шість релігійних свят щороку: Різдво, Богоявлення, Великдень, Троїцю, День усіх святих і одне або обидва свята Святого Едуарда. Корону демонстрували та носили на щорічному  відкритті парламенту. Приблизно в цей час три мечі – символи королівської влади з давніх часів – використовувалися під час церемонії коронації, щоб символізувати повноваження короля у відправленні правосуддя: Меч Духовного Правосуддя, Меч Світського Правосуддя та тупий Меч Милосердя.
Новим предметом регалій була держава, описана в описах Тюдорів як золота куля з хрестом, яка підкреслювала суверенітет монарха. Кулі були графічними емблемами королівської влади в Англії з раннього Середньовіччя, але справжня куля, ймовірно, не використовувалася на жодній англійській коронації до Генріха VIII (правління 1509–1547). Державні регалії все частіше переходили від одного монарха до іншого. Найкращим прикладом цього була імперська державна Корона Тюдорів, яка, ймовірно, була створена на початку правління династії Тюдорів. Вона вперше з'являється в королівському інвентарі під час правління Генріха VIII і була однією з трьох, які використовувалися для коронування кожного з трьох його наступників, іншими були корона Святого Едуарда та особиста корона. Після англійської Реформації, коли Англія відійшла від влади Римо-Католицької Церкви, Англіканська Церква засудила шанування середньовічних реліквій і применшила історію регалій Святого Едварда.

### Міжцарів'я
Після шести років війни Карл зазнав поразки та був страчений, а менш ніж через тиждень охвістя проголосував за скасування монархії. Новостворена Англійська республіка відчувала брак грошей. Щоб зібрати кошти, було прийнято Закон про продаж товарів і особистого майна покійного короля, королеви та принца, і було призначено опікунів для оцінки коштовностей, які тоді Олівер Кромвель вважав «символом огидного правління королів» і «пам’ятками забобонів та ідолопоклонства» – і продати їх тому, хто запропонує найвищу ціну. Найціннішим об’єктом була корона Генріха VIII, оцінена в 1100 фунтів стерлінгів. Їхні дорогоцінні камені та перли були вилучені, більшість коронаційних і державних регалій були переплавлені, а із золота були відкарбовані монети Монетним двором.

### Реставрація до наших днів
Монархія була відновлена після смерті Кромвеля. Для англійської коронації Карла II (правління 1660–1685), який жив у вигнанні за кордоном, було виготовлено нові регалії на основі записів про втрачені речі. Їх поставив банкір і королівський ювелір сер Роберт Вайнер за ціною 12 184 фунтів стерлінгів 7s 2d – стільки ж, скільки три військові кораблі. Було вирішено зробити копії середньовічних регалій і використовувати оригінальні назви. Ці предмети з 22-каратного золота[16], виготовлені в 1660 і 1661 роках, утворюють ядро сучасних коронних коштовностей: корона Святого Едуарда, два скіпетри, держава, ампула, пара шпор, пара нарукавників або браслетів і ціпок. Середньовічна срібна позолочена ложка для помазання та три ранніх мечі Стюартів збереглися та були повернуті Короні, а голландський посол організував повернення збережених коштовностей, закладених у Голландії. Король також витратив 11 800 фунтів стерлінгів на придбання 2 270 кілограмів (5 000 фунтів) вівтаря та банкетної тарілки, а також отримав примирливі подарунки.
У 1669 році Коштовні камені вперше були виставлені на загальний огляд у Jewel House в Лондонському Тауері. Заступник охоронця Дому коштовностей дістав регалії з шафи і показував відвідувачам за невелику плату. Ця неофіційна домовленість була припинена через два роки, коли Томас Блад, армійський офіцер ірландського походження, вірний парламенту, напав на 77-річного чоловіка та викрав корону, скіпетр і кулю. Блад і його три спільники були затримані на периметрі замку, але корона була розплющена молотком, щоб приховати її, а на кулі була вм'ятина. Він був помилуваний королем, який також дав йому землю та пенсію; було припущено, що до Блада ставилися поблажливо, оскільки він був урядовим шпигуном. Відтоді Коштовності охороняли озброєні охоронці.

## Корони
Головними символами королівської влади є корони. Усі корони в Тауері прикрашені чергуванням хрестів та ліліями, візерунок, який вперше з’являється на великій печатці Річарда III, а їхні арки увінчані мондом і хрестом. Більшість корон також мають червоний або фіолетовий оксамитовий ковпак і облямівку горностая.

### Корона Святого Едуарда
Центральна частина коронаційних регалій названа на честь Едуарда Сповідника і поміщається на голову монарха в момент коронації. Зроблена із золота та завершена в 1661 році, корона Святого Едуарда прикрашена 444 камінням, включаючи аметисти, гранати, перідоти, рубіни, сапфіри, топази, турмаліни та циркони. Коронаційна корона дуже нагадує середньовічну, з важкою золотою основою та скупченнями напівдорогоцінного каміння, але непропорційно великі арки є ефектом бароко. Довгий час вважалося, що це оригінал, оскільки їхня вага майже однакова, а рахунок-фактура, видана в 1661 році, стосувалася додавання золота до існуючої корони. У 2008 році нове дослідження показало, що він був зроблений у 1660 році та був вдосконалений наступного року, коли парламент збільшив бюджет двічі відкладеної коронації Карла II. Корона має висоту 30 сантиметрів (11,8 дюйма) і вагу 2,23 кг (4,9 фунта) вважається надзвичайно важкою.
Після 1689 року монархи вирішували бути коронованими легшою, виготовленою на замовлення короною (наприклад, короною Георга IV) або своєю державною короною, тоді як корона Святого Едуарда спочивала на головному вівтарі.

### Імперська державна корона
Докладніше: Корона Британської імперії

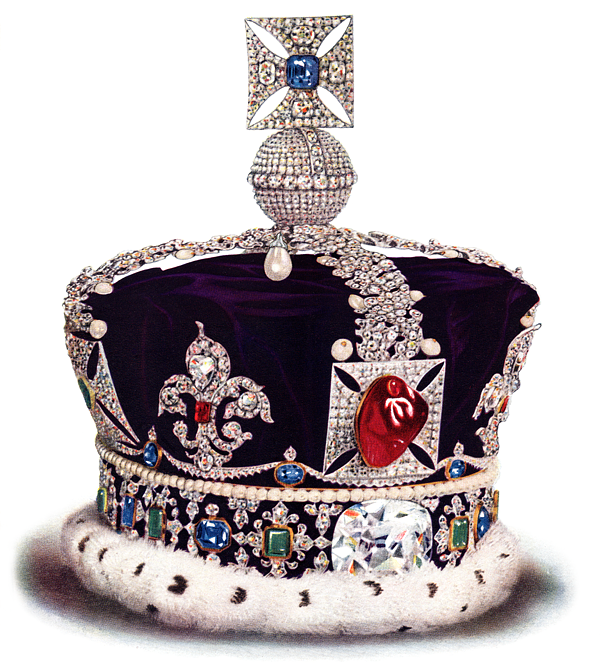
Корона Британської імперії

Значно легшу корону носить монарх, покидаючи Вестмінстерське абатство після коронації, і під час щорічного відкриття парламенту. Нинішня корона Британської імперії була виготовлена в 1937 році для Георга VI і є копією корони, зробленої в 1838 році для королеви Вікторії, яка була в поганому стані і була зроблена з використанням дорогоцінних каменів свого попередника, державна корона Георга I. У 1953 році розмір корони було змінено, щоб відповідати Єлизаветі II, а арки були опущені на 2,5 см (1 дюйм), щоб надати їй більш жіночного вигляду. Корона із золота, срібла та платини прикрашена 2868 діамантами, 273 перлами, 17 сапфірами, 11 смарагдами та 5 рубінами. Серед найбільших каменів — діамант Куллінан II вагою 317 каратів (63 г), також відомий як Друга зірка Африки, доданий до корони в 1909 році (більший діамант Куллінан I встановлено в скіпетрі Суверена). Рубін Чорного принца вагою 170 каратів (34 г), розміщений на передньому хрестику, насправді не є рубіном, а великою кабошоновою червоною шпінелью. Згідно з легендою, він був подарований Едуарду Чорному Принцу іспанським королем Петром Кастильським у 1367 році, і Генріх V носив його в битві при Аженкурі.

### Консортні корони

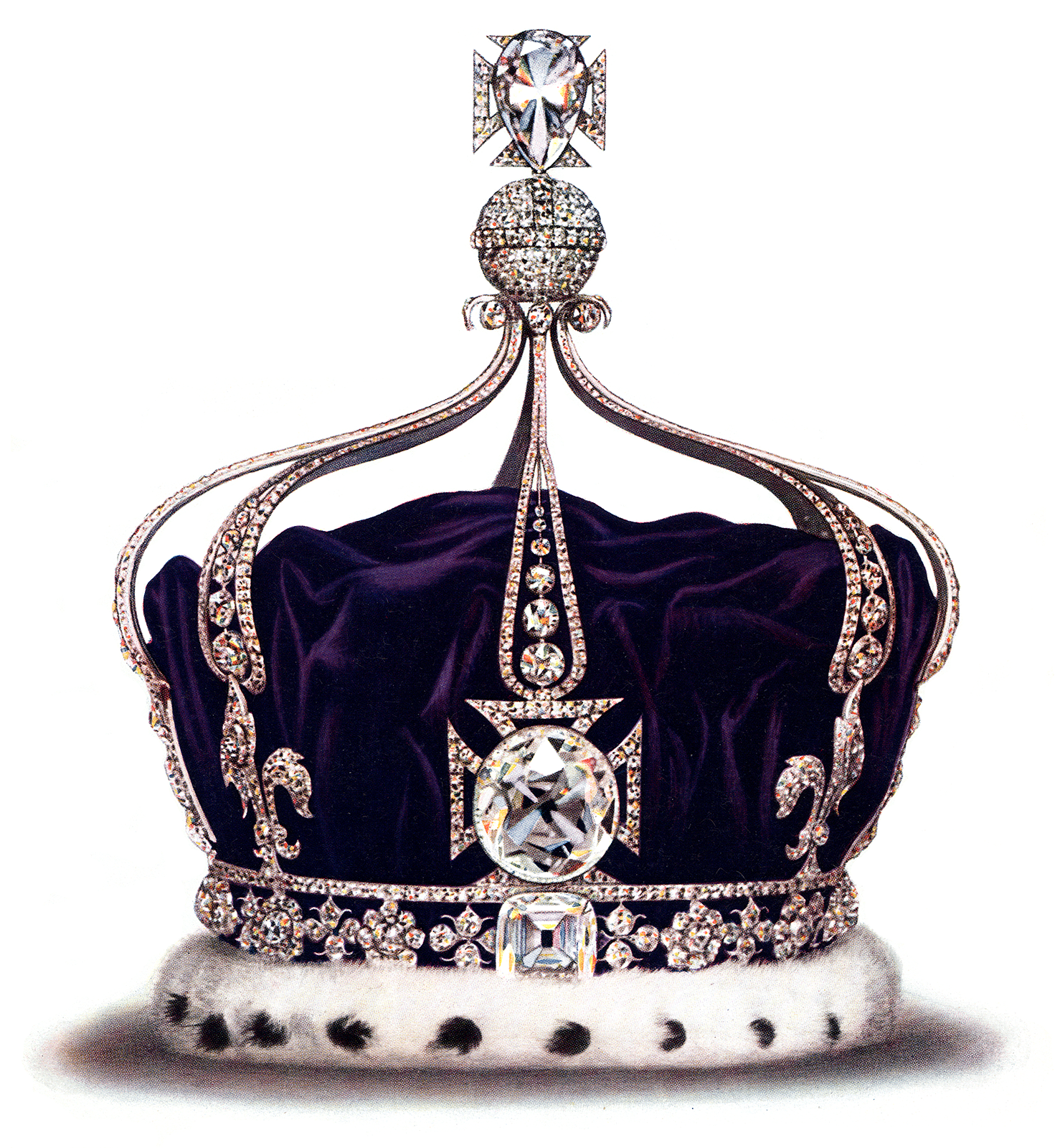
Корона королеви Марії

Після Реставрації дружини королів – королеви-консорти – традиційно носили державну корону Марії з Модени, дружини Якова II, яка вперше одягла її під час своєї коронації в 1685 році. Спочатку вона була прикрашена 561 платним діамантом і 129 перлами, а зараз із кристалами та культивованими перлами для демонстрації в Jewel House разом із відповідною діадемою, яку дружини носили під час процесії до абатства. Колись діадема містила 177 діамантів, 1 рубін, 1 сапфір і 1 смарагд. У 19 столітті цю корону вважали занадто театральною та в поганому стані, тому в 1831 році для королеви Аделаїди, дружини Вільгельма IV, було виготовлено корону королеви Аделаїди з використанням дорогоцінних каменів з її приватної колекції.
Так почалася традиція, коли кожна королева-консорт мала корону, виготовлену спеціально для них. У 1902 році для королеви Олександри, дружини Едуарда VII, була виготовлена корона в європейському стилі — плоска та з вісьмома напівдугами замість типових чотирьох — для носіння на коронації. Прикрашена понад 3000 діамантами, це була перша корона, яка включала діамант Koh-i-Noor, подарований королеві Вікторії в 1850 році після британського завоювання Пенджабу. Спочатку він важив 191 карат (38 г) і вставлявся в браслет, але був огранений до овального діаманта вагою 105 карат (21 г), який Вікторія вмонтувала в брошку та кільце.
Королева Камілла була коронована короною королеви Марії 6 травня 2023 року.

### Корона Георга V
Докладніше: Імператорська корона Індії

### Коронети принца Уельського

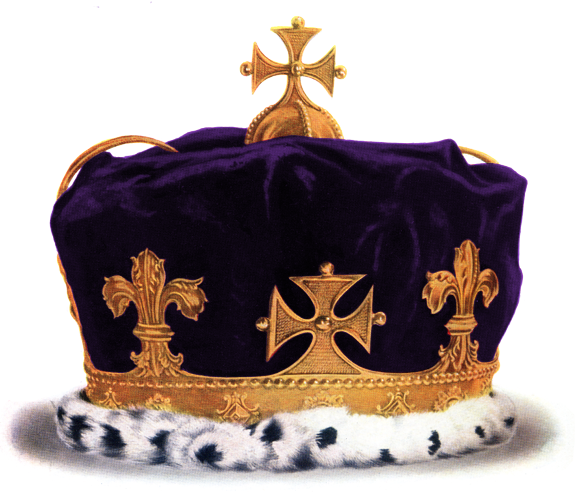
Коронет принца Фредеріка

Відносно скромна корона була зроблена в 1728 році для Фредеріка, принца Уельського, старшого сина Георга II. Віна має форму, викладену в королівському указі, виданому Карлом II, у якому зазначено, що очевидний спадкоємець Корони повинен використовувати та носити корону з хрестів і лілій з однією аркою, увінчаною кулею та хрестом. Єдина арка означає неповноцінність монарха і показує, що принц перевершує інших королівських дітей, чиї корони не мають арок. Фредерік ніколи не носив своєї золотої корони; замість цього його поклали на подушку перед ним, коли він вперше зайняв своє місце в Палаті Лордів. Його використовував його син, Георг III, а потім його син, Георг IV, і востаннє використовувався Едвардом VII, коли він був принцом Уельським. Зважаючи на свій вік, нова срібна позолочена корона була виготовлена для його сина, майбутнього Георга V, щоб носити її на коронації Едуарда в 1902 році. На відміну від попередньої корони, яка має вдавлену арку, арка на цій короні піднята. Під час коронації самого Джорджа в 1911 році корону носив його син Едвард, наступний принц Уельський.